# الأكاديمية الوطنية للطب (الولايات المتحدة الأمريكية)
الأكاديمية الوطنية للطب (بالإنجليزية: National Academy of Medicine، وتختصر إلى: NAM)، وهي ما كان يسمى سابقًا معهد الطب (بالإنجليزية: Institute of Medicine، وتختصر إلى: IOM) هي منظمة أمريكية غير ربحية وغير حكومية تؤلّف ـ مع الأكاديمية الوطنية للعلوم والأكاديمية الوطنية للهندسة والمجلس الوطني للبحوث ـ ما يسمى بالأكاديميات الوطنية للعلوم والهندسة والطب.
أنشئت الأكاديمية سنة 1970 تحت اسم "معهد الطب"، بموجب مرسوم الكونغرس الخاص بالأكاديمية الوطنية للعلوم. وفي 28 أبريل 2015، صوّت أعضاء الأكاديمية لصالح إعادة تشكيل عضوية معهد الطب في كيان جديد سمي بالأكاديمية الوطنية للطب.
تقدم الأكاديمية المشورة للأمة الأمريكية في الأمور المتعلقة بالعلوم الطبية الحيوية والطب والصحة، كما تقدم النصائح المتعلقة بالسياسات الصحية والعلمية إلى صانعي القرار السياسي والمختصين وقيادات مختلف قطاعات المجتمع الأمريكي على الأخص، والجمهور الأمريكي على عمومه.

## وصلات خارجية
- الموقع الرسمي